# Psycho-Oncology
Psycho-Oncology est une revue médicale mensuelle à comité de lecture dans le domaine de la psycho-oncologie. 

## Description
Créée en 1992, elle est éditée par Wiley-Blackwell. Les rédacteurs en chef sont Jimmie C. Holland et Maggie Watson (Royal Marsden Hospital). Selon Journal Citation Reports, la revue a en 2016 un facteur d'impact de 3,095. Elle se classe 3e sur 39 revues en sciences sociales biomédicales, 18e sur 77 en psychologie, 20e sur 128 en psychologie multidisciplinaire, et 104e sur 217 en oncologie.